# الأمة المجهرية (مسلسل)
الامة المجهرية (Micro Nation) هو مسلسل تلفزيوني على الإنترنت من نوع المسلسلات الهزلية، تم بثه على القناة الحادية عشر في الفترة من 15 أكتوبر إلى 2 نوفمبر 2012.
تم إنشاء المسلسل وإخراجه من قبل أندرو جاريك، الذي كتب أيضًا السيناريو مع بن جينكينز وألكسندرا لي وديفيد هارمون وآدم ياردلي ومارك سوتون.

## الخلاصة
تدور أحداث المسلسل حول جزيرة بولاماوانج المنسية والشابة إيما التي تريد بشدة أن تغادرها.
عندما اتحدت أستراليا في عام 1901، نسوا ضم جزيرة بولاماوانج، فبقيت دولة منفصلة. على مر السنين، أنشأوا عاداتهم ومراكزهم الحكومية الخاصة دون أن يلاحظ أي شخص خارج الجزيرة ذلك.
بعد اكتشاف الماس، يتم إرسال حملات التنقيب من أستراليا بسبب الجشع والطمع. كل ذلك توقف بعد انفجار الحماسة القومية عندما أعلنت بولاماوانغ الحرب على أستراليا.

## روابط خارجية
- الأمة المجهرية على موقع IMDb (الإنجليزية)